# Proteuxoa metableta
Proteuxoa metableta är en fjärilsart som beskrevs av Turner 1938. Proteuxoa metableta ingår i släktet Proteuxoa och familjen nattflyn. Inga underarter finns listade i Catalogue of Life.